# Peirabufiera
Péira Bufíera (en francès Pierre-Buffière) és un municipi francès situat al departament de l'Alta Viena i a la regió de la Nova Aquitània.

## Demografia
| 1962                                       | 1968  | 1975  | 1982  | 1990  | 1999  | 2007  |
| ------------------------------------------ | ----- | ----- | ----- | ----- | ----- | ----- |
| 1.118                                      | 1.237 | 1.237 | 1.156 | 1.106 | 1.128 | 1.131 |
| Des de 1962: població sense dobles comptes |       |       |       |       |       |       |

## Administració
| Període | Identitat       | Partit |
| ------- | --------------- | ------ |
| 2008-   | Stéphane Patier |        |